# 黑頭林鵙鶲
黑头林鵙鹟（学名：Pitohui dichrous）是新几内亚的一种鸣禽，是林鵙鶲屬的一种，头部、翅膀和尾羽为黑色，其它部分为橙色。皮肤和羽毛能分泌树蛙毒素（亦见于箭毒蛙体内）族神经毒性生物碱。这被认为是一种化学防护避免体表寄生虫和视觉掠食者如蛇或人类，毒素来自他们的食用的姬螢甲虫。